# Lotte Lang
Charlotte Lang-Binder (* 11. Jänner 1900 in Wien, Österreich-Ungarn; † 13. Februar 1985 ebenda) war eine österreichische Schauspielerin.

## Leben

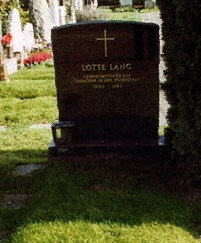
Grabstätte von Lotte Lang

Die Tochter des Sektionschefs Professor A. von Binder absolvierte eine Handelsschule und besuchte ohne Abschluss die Wiener Lehrerinnenbildungsanstalt. Nach zeitweiliger Tätigkeit als Büro-Schreibkraft in der Praxis von Julius Wagner-Jauregg und pharmazeutische Assistentin in einem Krankenhaus fasste Lotte Lang den Entschluss, sich zur Schauspielerin ausbilden zu lassen.
1925 gab sie nach kurzem Schauspielunterricht ihr Debüt am Linzer Landestheater, wo sie bis 1928 blieb. Es folgten Engagements in Hamburg, Brünn und an den Münchner Kammerspielen. 1932 ging sie nach Wien ans Volkstheater, spielte am Raimundtheater, der Volksoper. Sie stand 1944 in der Gottbegnadeten-Liste des Reichsministeriums für Volksaufklärung und Propaganda. Lang ging nach 1945 an das Theater in der Josefstadt, dem sie als Ensemblemitglied bis 1955 und als Gast bis Ende der 1970er Jahre treu blieb und wo sie in über 50 Rollen erfolgreich war. Eine ihrer Paraderollen war die Titelrolle in Jacques Devals Bühnenstück Die Kammerjungfer.
Ihren ersten Filmauftritt hatte Lotte Lang 1932 in Die Zwei vom Südexpress. Nach und nach etablierte sie sich mit pointierten Nebenrollen und selbstbewusstem Auftreten zu einer beliebten Darstellerin, durchgehend bis in die frühen 1960er Jahre. Lotte Lang verkörperte zumeist typische, resolute (Wiener) Frauenfiguren, aber nicht bissig, vielmehr mit Witz. Sie spielte muntere, zuweilen kokette oder auch melancholische Stubenmädchen, Reisebegleiterinnen, Soubretten, Verkäuferinnen und Haushälterinnen oder eine Freundin der eigentlichen Heldin. Als dann die Angebote für Kinofilme zurückgingen, spielte sie vermehrt für das neu aufkommende Fernsehen.
Ihr ehrenhalber gewidmetes Grab befindet sich am Wiener Zentralfriedhof (Gruppe 40, Nummer 124). Im Jahr 2008 wurde in Wien-Landstraße (3. Bezirk) der Lotte-Lang-Platz nach ihr benannt.

## Filmografie
- 1932: Die Zwei vom Südexpress
- 1933: Muß man sich gleich scheiden lassen
- 1934: G’schichten aus dem Wienerwald
- 1935: Die Pompadour
- 1936: Unter heißem Himmel
- 1937: Liebling der Matrosen
- 1938: Ein Mädchen geht an Land
- 1938: Der Hampelmann
- 1939: Fasching
- 1940: Donauschiffer
- 1942: Anuschka
- 1942: Sommerliebe
- 1942: Einmal der liebe Herrgott sein
- 1943: Reisebekanntschaft
- 1943: Der weiße Traum
- 1944: Glück bei Frauen
- 1944: Orient-Express
- 1944: Das Herz muß schweigen
- 1944/47: Umwege zu Dir
- 1944/49: Wie ein Dieb in der Nacht
- 1945: Die tolle Susanne
- 1945/47: Der Millionär
- 1948: Die Verjüngungskur
- 1948: Gottes Engel sind überall
- 1949: Wir haben eben geheiratet
- 1950: Gruß und Kuß aus der Wachau
- 1950: Der Theodor im Fußballtor
- 1950: Jetzt schlägt’s 13 (Es schlägt 13)
- 1951: Schwindel im Dreivierteltakt
- 1951: Das Herz einer Frau
- 1951: Hochzeit im Heu
- 1951: Wien tanzt
- 1951: Die Mitternachtsvenus
- 1952: Saison in Salzburg
- 1952: Wir werden das Kind schon schaukeln (Schäm dich, Brigitte)
- 1952: Abenteuer im Schloss
- 1953: Tingeltangel (Praterherzen)
- 1953: Eine Nacht in Venedig (Komm in die Gondel)
- 1953: Das Früchtchen (Ein tolles Früchtchen)
- 1954: Und der Himmel lacht dazu (Bruder Martin)
- 1956: Die gestohlene Hose
- 1956: Liebe, die den Kopf verliert
- 1956: …und wer küßt mich? (Ein Herz und eine Seele)
- 1956: Hurra – die Firma hat ein Kind
- 1957: Der Kaiser und das Wäschermädel
- 1957: Wie schön, daß es dich gibt
- 1957: … und die Liebe lacht dazu
- 1958: Der veruntreute Himmel
- 1958: Man ist nur zweimal jung
- 1958: Hoch klingt der Radetzkymarsch
- 1958: Das Dreimäderlhaus
- 1959: Ich bin kein Casanova
- 1960: Das große Wunschkonzert
- 1960: Das Spiel vom lieben Augustin
- 1961: G'schichten aus dem Wienerwald
- 1961: Unsere tollen Tanten
- 1961: Das kleine Bezirksgericht
- 1962: Tanze mit mir in den Morgen
- 1963: Alles gerettet
- 1964: Heirate mich, Chéri
- 1964: Die Wohnung
- 1965: Die Gigerln von Wien
- 1965: Lumpazivagabundus
- 1965: ...und sowas muß um 8 ins Bett
- 1967: Alles zum Guten
- 1969: Oberinspektor Marek - Einfacher Doppelmord
- 1970: Dornwittchen und Schneeröschen
- 1971: Auf der grünen Wiese
- 1972: Katzenspiel
- 1978: Stille Nacht
- 1980: Das lebenslängliche Kind

## Hörspiele
- 1961: Jan Rys: Verhöre (Hausmeisterin) – Regie: Fritz Schröder-Jahn (Hörspiel – NDR)

## Auszeichnungen
- Ehrenmedaille der Bundeshauptstadt Wien in Silber (1965)